# 瓦萨内洛
瓦萨内洛（義大利語：Vasanello），是意大利维泰博省的一个市镇。总面积28.58平方公里，人口4188人，人口密度146.5人/平方公里（2009年）。ISTAT代码为056055。